# Johannes Magnus

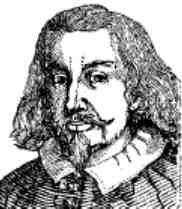
Johannes Magnus

Johannes Magnus, geboren als Johan Månsson, (Linköping, 19 maart 1488 – Rome, 22 maart 1544) was de rooms-katholieke aartsbisschop van Zweden en - net als zijn broer Olaus - een vooraanstaand humanistische geleerde. De broers werden gedwongen in ballingschap te gaan tijdens de Zweedse reformatie. 

## Biografie
Johannes Magnus studeerde theologie aan de universiteit van Leuven. Hij kreeg daar les van Adriaan Floriszoon Boeyens, de latere paus Adrianus VI. Deze benoemde Johannes Magnus later tot pauselijk gezant in Scandinavië. 
Gustaaf Wasa, de eerste Zweedse koning van het huis Wasa, had in 1523 Gustaaf Trolle laten afzetten als aartsbisschop van Uppsala. Deze steunde namelijk de aanspraken op de Zweedse troon van de Deense koning Christiaan II. De weigering van paus Clemens VII om deze afzetting te accepteren leidde tot een conflict tussen Gustaaf Wasa en Rome en uiteindelijk tot de Zweedse omarming van het lutheranisme. De gebroeders Johannes en Olaus Magnus werden in 1526 gedwongen het land te verlaten en leefden sindsdien in Danzig en na 1541 in Rome. Clemens VII benoemde Johannes Magnus in 1533 tot aartsbisschop van Uppsala, maar Magnus zou deze functie nooit effectief uitoefenen. Gustaaf Wasa had in 1531 Laurentius Petri als eerste lutherse aartsbisschop geïnstalleerd. 
Johannes Magnus schreef twee grote historische werken over de geschiedenis van Zweden: Historia metropolitanæ ecclesiæ Upsaliensis en Historia de omnibus Gothorum Sueonumque regibus. Zijn broer Olaus publiceerde het laatste werk na zijn dood (1554).  
- Bibsys: 90062295
- Bibliothèque nationale de France: cb13489028g (data)
- Gemeinsame Normdatei: 119082209
- International Standard Name Identifier: 0000 0001 1736 3674
- Library of Congress Control Number: n83143887
- Nationale Bibliotheek van Israël: 987007263558905171
- Nederlandse Thesaurus van Auteursnamen: 119950162
- Istituto Centrale per il Catalogo Unico: BVEV037344
- LIBRIS: 195307
- SNAC: w6r86177
- Système universitaire de documentation: 09359819X
- Virtual International Authority File: 814146
- WorldCat: E39PBJyh7QhvfkR74TrXMpvJXd